# Таос-Скі-Веллі (Нью-Мексико)
Таос-Скі-Веллі (англ. Taos Ski Valley) — селище (англ. village) в США, в окрузі Таос штату Нью-Мексико. Населення — 77 осіб (2020).

## Географія
Таос-Скі-Веллі розташований за координатами 36°35′27″ пн. ш. 105°26′15″ зх. д. / 36.59083° пн. ш. 105.43750° зх. д. (36.590811, -105.437597).  За даними Бюро перепису населення США в 2010 році селище мало площу 6,05 км², уся площа — суходіл.

## Демографія
Згідно з переписом 2010 року, у селищі мешкало 69 осіб у 39 домогосподарствах у складі 14 родин. Густота населення становила 11 особа/км².  Було 272 помешкання (45/км²).
Расовий склад населення:
| - 89,9 % — білих - 8,7 % — осіб інших рас |

До двох чи більше рас належало 1,4 %. Частка іспаномовних становила 24,6 % від усіх жителів.
За віковим діапазоном населення розподілялося таким чином: 4,3 % — особи молодші 18 років, 75,4 % — особи у віці 18—64 років, 20,3 % — особи у віці 65 років та старші. Медіана віку мешканця становила 54,2 року. На 100 осіб жіночої статі у селищі припадало 146,4 чоловіків;  на 100 жінок у віці від 18 років та старших — 135,7 чоловіків також старших 18 років.
Цивільне працевлаштоване населення становило 92 особи. Основні галузі зайнятості: мистецтво, розваги та відпочинок — 73,9 %, науковці, спеціалісти, менеджери — 6,5 %, фінанси, страхування та нерухомість — 6,5 %.